# Crime & Investigation Network
Crime & Investigation Network je dokumentarni televizijski kanal posvećen istragama najtežih kaznenih i prekršajnih djela. Kanal se uglavnom fokusira na rekonstrukciju zločina i istrage te također emitira programe koji se bave ispitivanjem uzroka u društvu te samih posljedica kriminaliteta.
Od lipnja 2010. kanal je podnaslovljen na hrvatski jezik.

## Vanjske poveznice
- Službena stranica